# بادی از شرق
بادی از شرق (فرانسوی: Le Vent d'est‎) فیلمی به کارگردانی گروه زیگا ورتوف محصول سال ۱۹۷۰ کشور فرانسه است.